# Aleix Gómez
Aleix Gómez Abelló (Sabadell, 1997. május 7. –) olimpiai bronzérmes spanyol kézilabdázó, az FC Barcelona játékosa.

## Pályafutása
Aleix Gómez az FC Barcelona utánpótláscsapataiban nevelkedett, a felnőttek között 2014. október 1-jén mutatkozott be a spanyol első osztályban. Nem sokkal később beválogatták az utánpótlás válogatottba is és aranyérmet nyert a 2016-os junior Európa-bajnokságon és a 2017-es junior világbajnokságon is. A Barcelona első csapatában rendszeresen a 2017–2018-as szezontól játszik, első Bajnokok Ligája gólját is 2017-ben szerezte. A spanyol bajnokságot minden szezonban meg tudta nyerni. A 2020–2021 Bajnokok Ligája döntőjében 9 góljával csapata legeredményesebb játékosaként segítette győzelemhez a Barcelonát. A szezonban a BL-ben összesen 92 gólt ért el, amivel a góllövőlista negyedik helyén végzett. Egy évvel később ismét döntőbe jutott a legrangosabb Európa-kupában, a döntőben ezúttal 10 találatot ért el, a szezonban pedig 104-ig jutott, amivel gólkirály lett.
Első válogatott mérkőzését 2017. október 28-án játszotta Németország ellen. Világversenyen először a 2019-es világbajnokságon vett részt a spanyol válogatottal. A 2020-as Európa-bajnokságon aranyérmet nyert, a 2021-es világbajnokságon bronzérmet. A 2021-re halasztott tokiói olimpián szintén bronzérmes lett. A 2022-es Európa-bajnokságon ezüstérmet szerzett, és az All-star csapatba is beválasztották.

## Sikerei, díjai
- Olimpia
  - bronzérmes: 2020
- Világbajnokság
  - bronzérmes: 2021
- Európa-bajnokság győztese: 2020
  - ezüstérmes: 2022
- Bajnokok Ligája győztes: 2021, 2022, 2024
- Spanyol bajnokság győztese: 2016, 2017, 2018, 2019, 2020, 2021, 2022, 2023, 2024

- Olimpia All-star csapatának tagja: 2020
- 2022-es Európa-bajnokság All-star csapatának tagja
- Bajnokok Ligája All-star csapatának tagja: 2021, 2022
- Bajnokok Ligája gólkirálya: 2022
- Bajnokok Ligája legjobb fiatal játékosa: 2020